# Bashford Dean
Bashford Dean (28. října 1867 – 6. prosince 1928) byl americký zoolog, specialuzující se na ichtyologii. Zároveň byl specialistou na středověké a moderní brnění. Byl jediným člověkem, který souběžně působil v Americkém přírodovědném muzeu a Metropolitním muzeu umění. Metropolitní muzeum po jeho smrti zakoupilo jeho sbírku zbraní a brnění. V MET začal pracovat v roce 1904 jako hostující kurátor, od roku 1912 zde působil na plný úvazek. Studoval na City College of New York, kterou dokončil v roce 1886, a následně na Kolumbijské univerzitě, kde v roce 1891 získal titul Ph.D. Na Kolumbijské byl asistentem profesora Johna Stronga Newberryho a následně se sám stal profesorem zoologie. V roce 1921 obdržel od Národní akademie věd Medaili Daniela Girauda Elliota, a to za knihu Bibliography of Fishes. Napsal či podílel se na přibližně 175 knihách nebo vědeckých pracích.